# میرو ژراویکا
میرو ژراویکا (به انگلیسی: Miro Žeravica) (زادهٔ ۱۸ آوریل ۱۹۷۲) شناگر اهل کرواسی است.